# Gareth Morgan
Gareth Morgan (País de Gales, 22 de Dezembro de 1943) é um Teórico Organizacional britânico, Consultor de Administração e professor Emérito da Universidade de York em Toronto, conhecido como criador do conceito da "Metáfora Organizacional" e autor do best-seller Imagens da Organização.

## Biografia
Em 1965, Morgan formou-se em Economia pela Faculdade de Economia e Ciência Política da London School, no final da década de 60 estudou Ciência Organizacional na Universidade do Texas.
Ainda nos anos 60, Morgan começou a trabalhar como Contador para o governo local. Na década de 1980 ele começa a escrever seus livros, iniciando com Beyond method: strategies for social research em 1983. No final de 1980, tornou professor Emérito da Faculdade de Estudos Administrativos da Universidade de York, em Toronto. Na década de 1990, seu livro Imagens da Organização tornou-se um best-seller mundial, e foi traduzido para cerca de 15 idiomas, incluindo o Português.
Morgan fundou a empresa de consultoria NewMindsets Inc, e atualmente é membro vitalício da Academia Internacional de Administração. 

## Obra

### Imagens da Organização
Na década de 1980, teve uma crescente atenção aos estudos organizacionais e se dedicou a compreender os pressupostos científicos do objeto de estudo. Para fundamentar este conceito, Morgan apresenta a "Imagenlização" como uma nova forma de pensar a Organização. Em seu livro, Imagens da Organização, Morgan introduz o uso de metáforas para entender e tratar os Problemas Organizacionais , descrevendo as Organização como:
1. Máquinas,
2. Organismos,
3. Cérebros,
4. Culturas,
5. Sistema Políticos,
6. Prisão Psíquica,
7. Fluxo e Transformação, e
8. Instrumentos de Dominação.

Estas metáforas não devem ser usadas de forma sintética, pois Morgan julgou impossível para a época. Ele reconhece que podem ser usadas individualmente ou em combinação para orientar a formação das imagens das organizações e dos problemas organizacionais.

## Publicações
- 1983. Beyond method: strategies for social research.
- 1986. "Imaginization" is a way of thinking and organizing
- 1989. Creative organization theory: a resourcebook
- 1998. Imagens da Organização
- 2009. Poles Apart: Beyond the Shouting, Who's Right about Climate Change?. With John McCrystal.